# 朱利副南乳魚
朱利副南乳魚，為輻鰭魚綱胡瓜魚目南乳魚科的其中一種，分布於塔斯馬尼亞中部的淡水水域，體長可達10公分，棲息在岩石底質的溪流、湖泊，屬肉食性，以藻類、軟體動物、甲殼類等為食，生活習性不明。

## 擴展閱讀
維基物種上的相關：朱利副南乳魚